# Academia Desportiva Manthiqueira
El Academia Desportiva Manthiqueira, és un club de futbol brasiler, de la ciutat de Guaratinguetá, a l'estat de São Paulo. El seus colors son taronja i negre en homenatge al Carrusel Neerlandès de la Copa del Mon de 1974.
El club fou fundat en 2005 amb el nom de Associação Desportiva Manthiqueira. Més, el club professionalitzarà el 2010 i canvia pel nóm actual de Academia Desportiva Manthiqueira, quan el club rival Guaratinguetá canvia de ciutat i nóm per a Americana, llamant-se Americana Futebol Ltda. i el En els darrers anys, el club guanyó seu primer títol, la segona divisió paulista, quarta categoria del campionat paulista en 2017, més en l'any següent, el taronja descenseix la segona divisió paulista on está competit fins avui. Seu mascot és el Cavall.
El Manthiqueira juga a l'Estadi Ninho da Garça, amb a capacitat per a 16.000 persones.

## Palmarés
- 1 Campionat paulista segona divisió: 2017